# Tramway de Livry à Gargan
Le tramway de Livry à Gargan est une ancienne ligne de tramway à vapeur de Seine-et-Oise (aujourd'hui Seine-Saint-Denis) qui fonctionna sur une ligne de 3,3 km de longueur entre la gare de Gargan et Livry, entre 1890 et 1930.

## Création de la ligne
La ligne Paris - Strasbourg dessert la commune voisine, Le Raincy, en évitant Livry. Face à cette situation et répondant à la demande des habitants, la municipalité engage la construction d'un chemin de fer afin d'améliorer la desserte de la commune. 
En 1886, la municipalité négocie un traité avec la compagnie des chemins de fer de l'Est, qui exploitait déjà la ligne des Coquetiers, par lequel elle s'engage à lui confier l'exploitation de la future ligne pour toute la durée de la concession, jusqu'au 26 novembre 1954.
Cette voie ferrée d'intérêt local (VFIL), à écartement normal de la gare de Gargan à Livry-ville est décrétée d'utilité publique par le décret du 21 février 1889 sous forme de tramway à vapeur pour le transport des voyageurs, colis et messageries. Le décret approuve la convention d'exploitation de 1886.

## Caractéristiques de la ligne
La ligne comporte une voie unique de 3,3 km de longueur, à voie normale, contrairement aux tramways d'alors généralement à voie métrique. Elle est implantée sur la route nationale 3.
Elle débute à la gare de Gargan, où la compagnie possède son propre quai d'embarquement, ainsi qu'un parc à coke et une grue-réservoir. Elle se termine rue de Meaux, après le carrefour de la rue Jean-Jacques Rousseau. Pour aller d'un bout à l'autre de la ligne, les tarifs sont de 0,65 franc en première classe, 0,45 franc en seconde classe et 0,30 franc en troisième classe. 

## Arrêts desservis

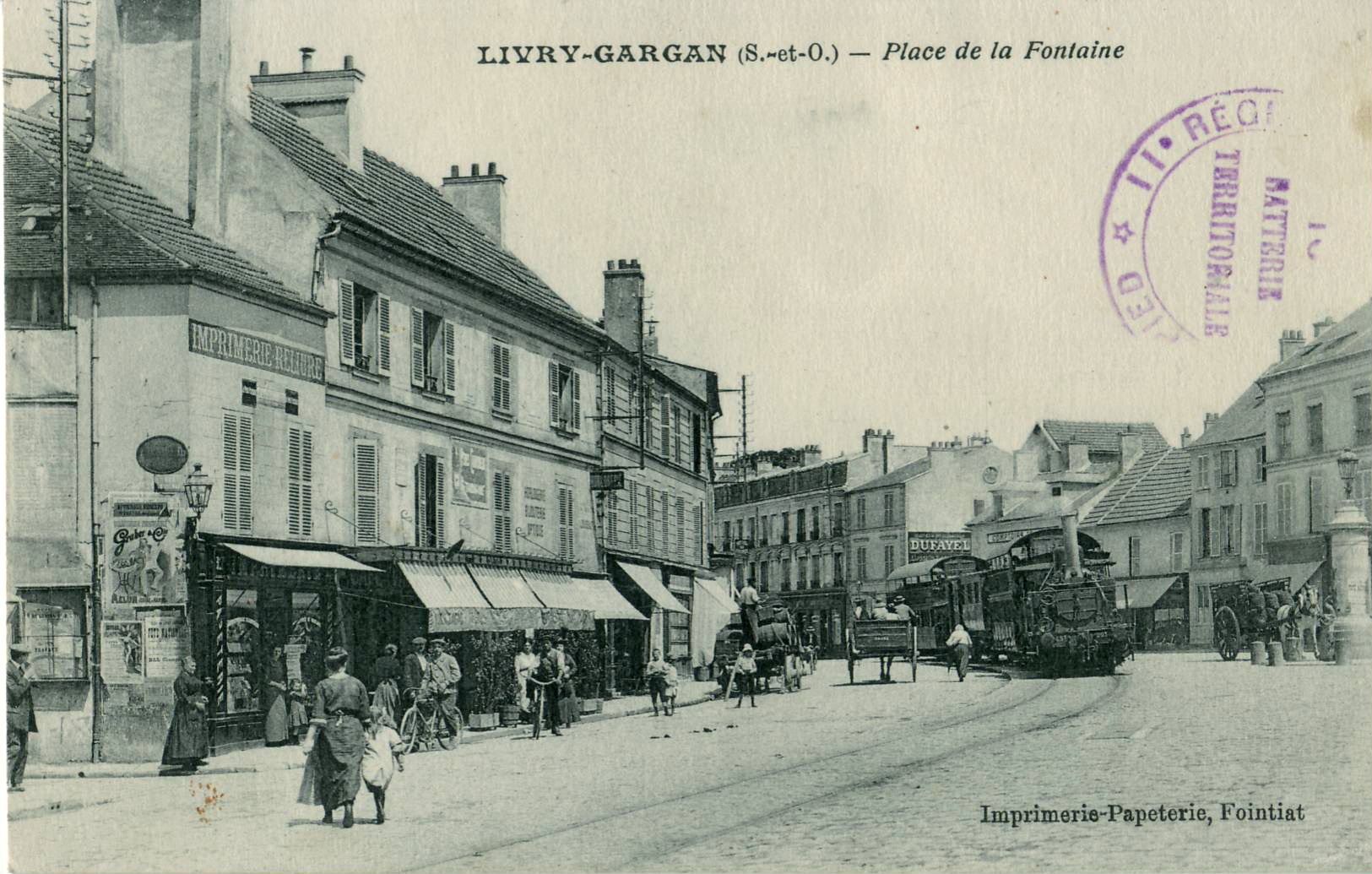
La place de la Fontaine.

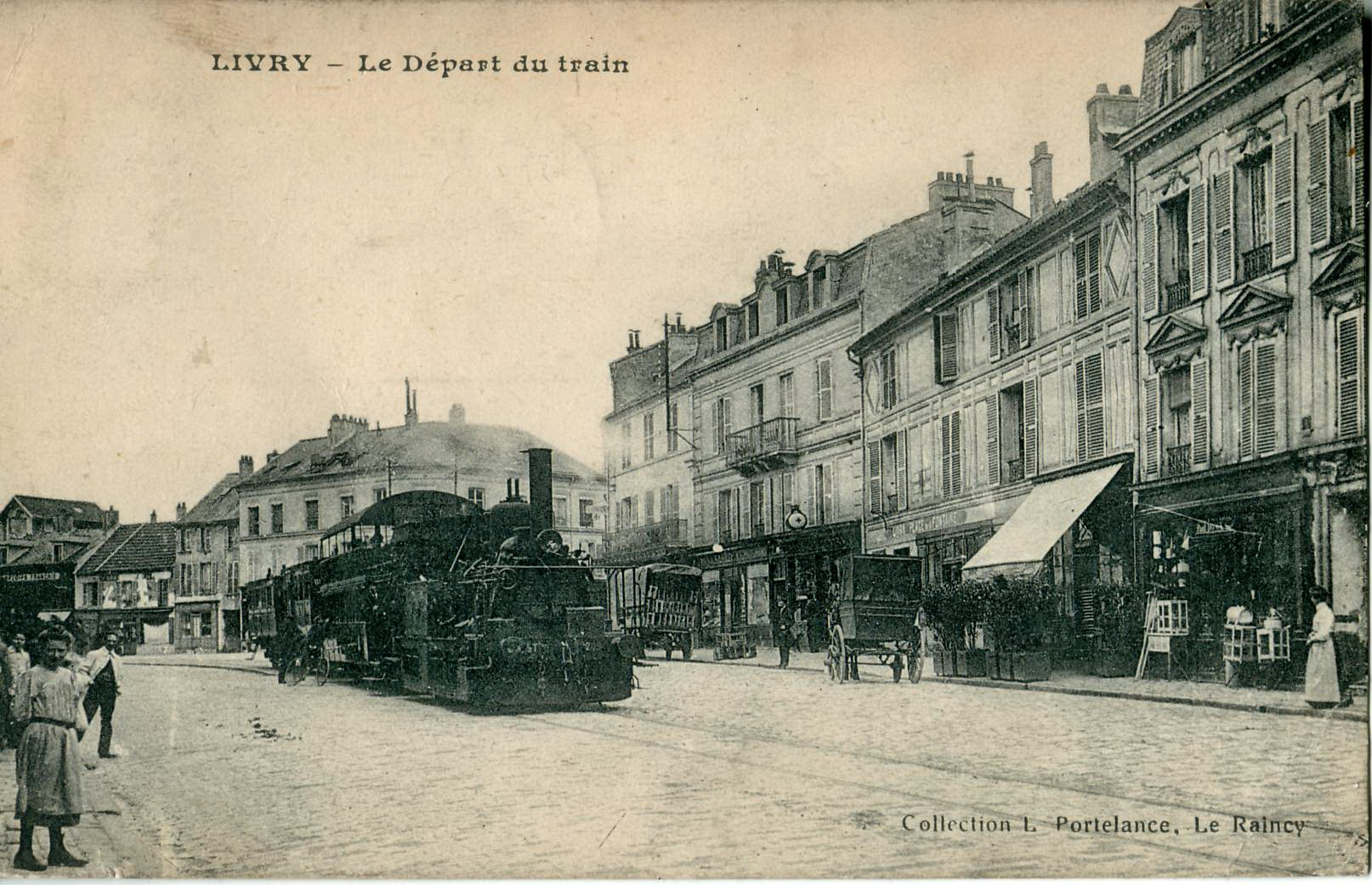
Tramway au terminus de la route de Meaux, au milieu de la chaussée.

La ligne comporte huit arrêts situés à Livry:
- Gare de Gargan (Station de la Compagnie de l'Est) ;
- Fosse-Maussoin ;
- RN 3 - Sévigné (sur l'avenue du Consul-Général-Nordling, aujourd'hui carrefour Kennedy - restaurant Por Do sol) ;
- RN 3 - Halte de la Mairie ;
- RN 3 - Place de la Fontaine ;
- Marché, rue de Meaux ;
- Route de Sevran ;
- Rue de Meaux (terminus) (actuel boulevard Robert-Schuman).

## Exploitation
La ligne est ouverte au trafic le 12 juillet 1890. En 1914, ses huit stations sont desservies par 17 navettes quotidiennes, qui effectuent le trajet en 18 ou 19 minutes.

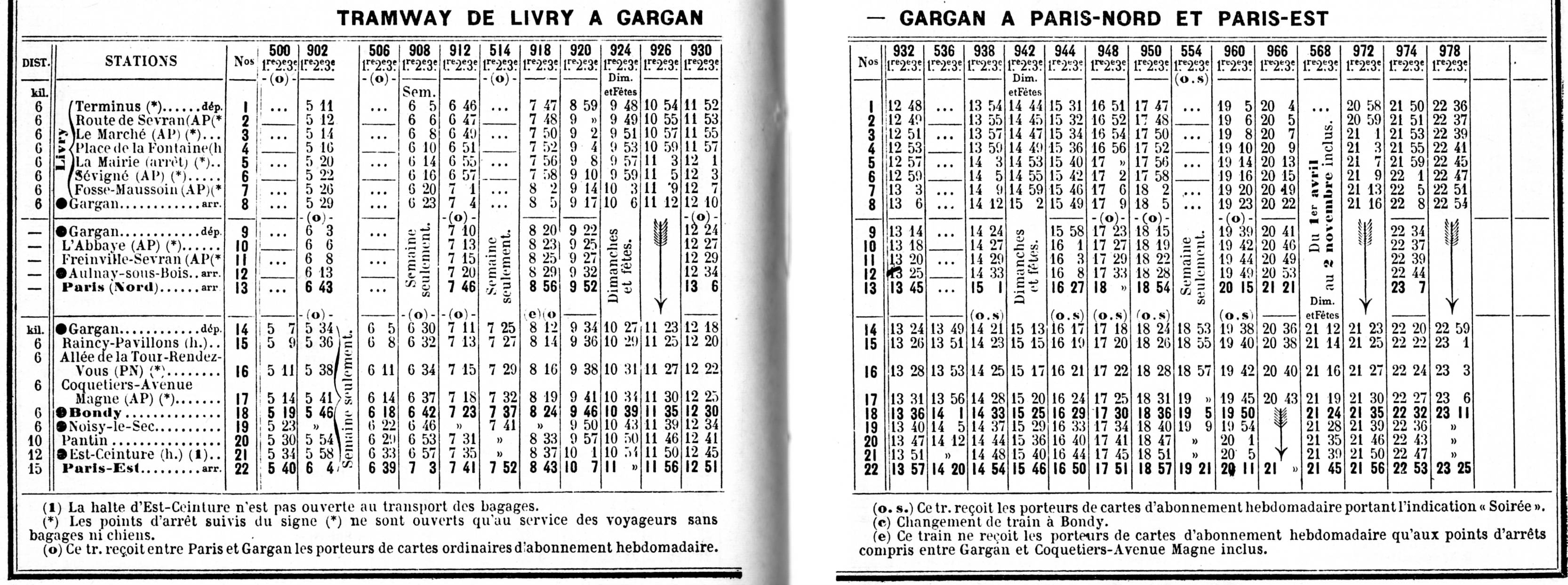
Les horaires du Tramway en 1914
Cliquez sur l'image pour l'agrandir

## Locomotives

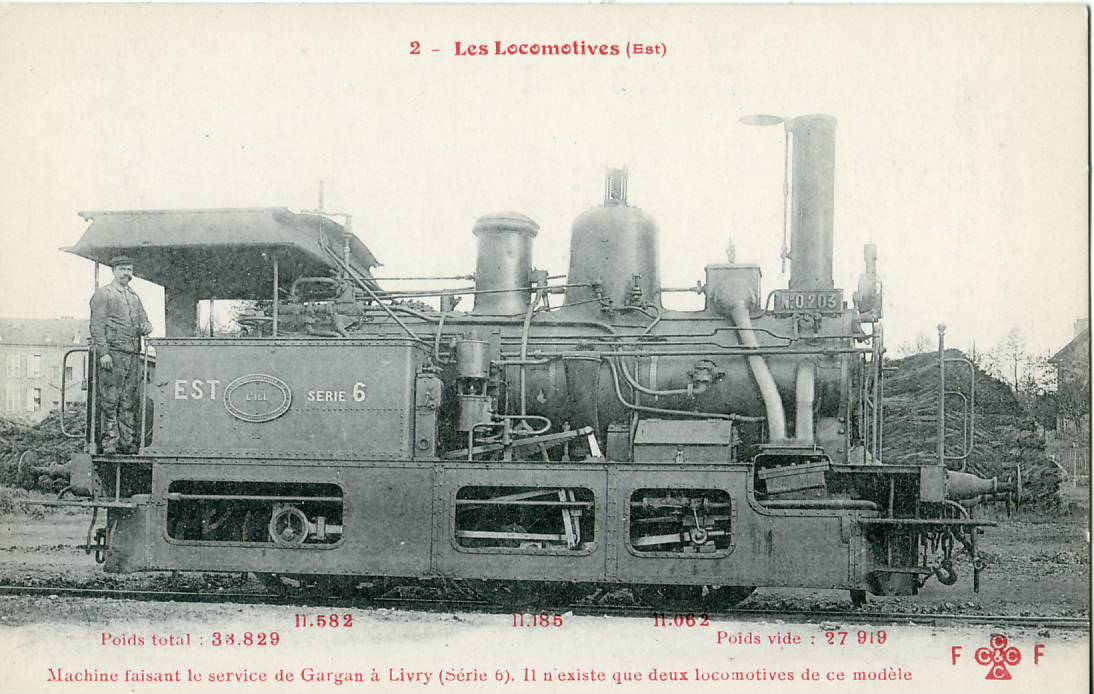
La locomotive 0.203 l'Ill

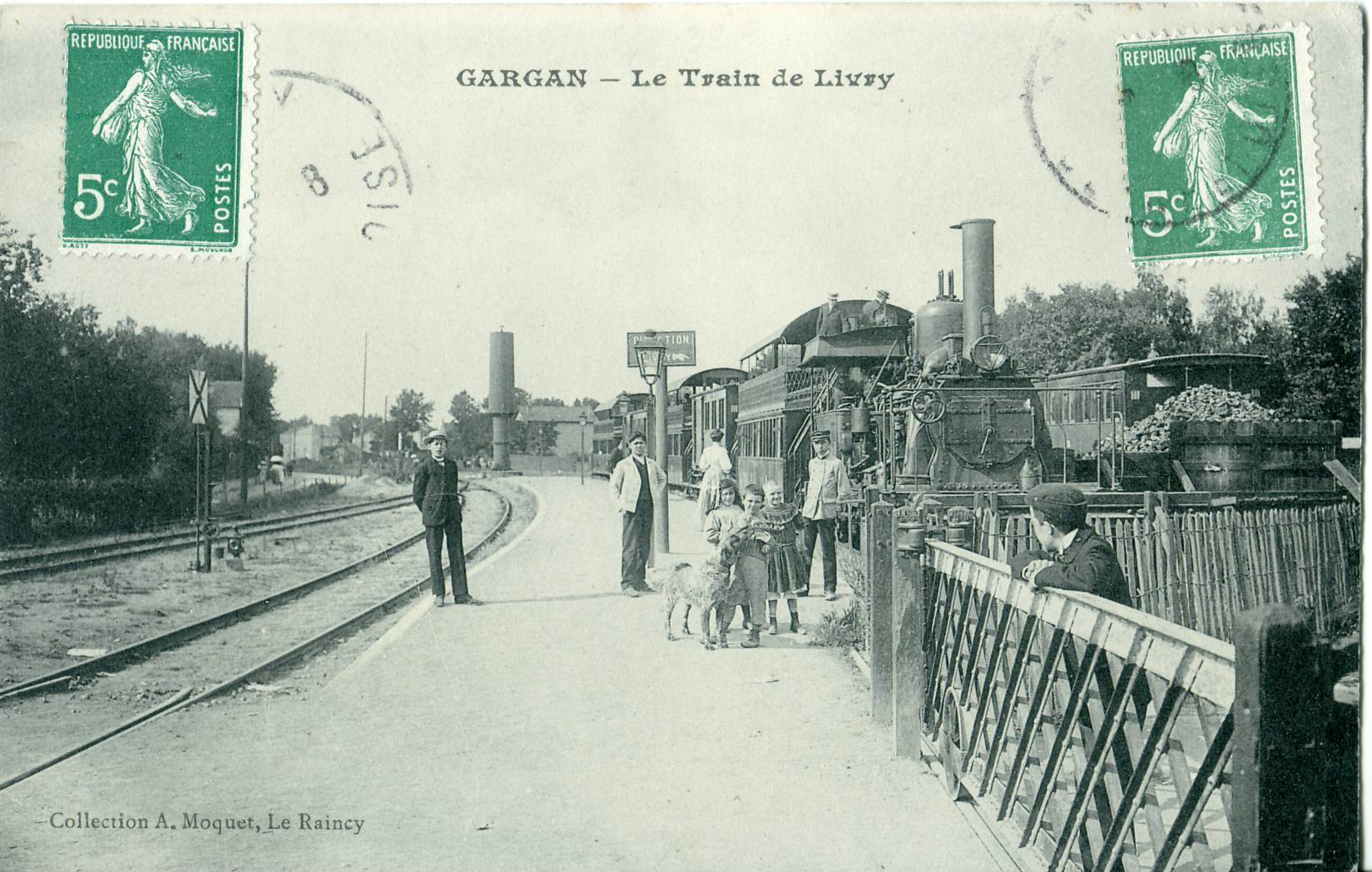
Le terminus de la ligne en gare de Gargan

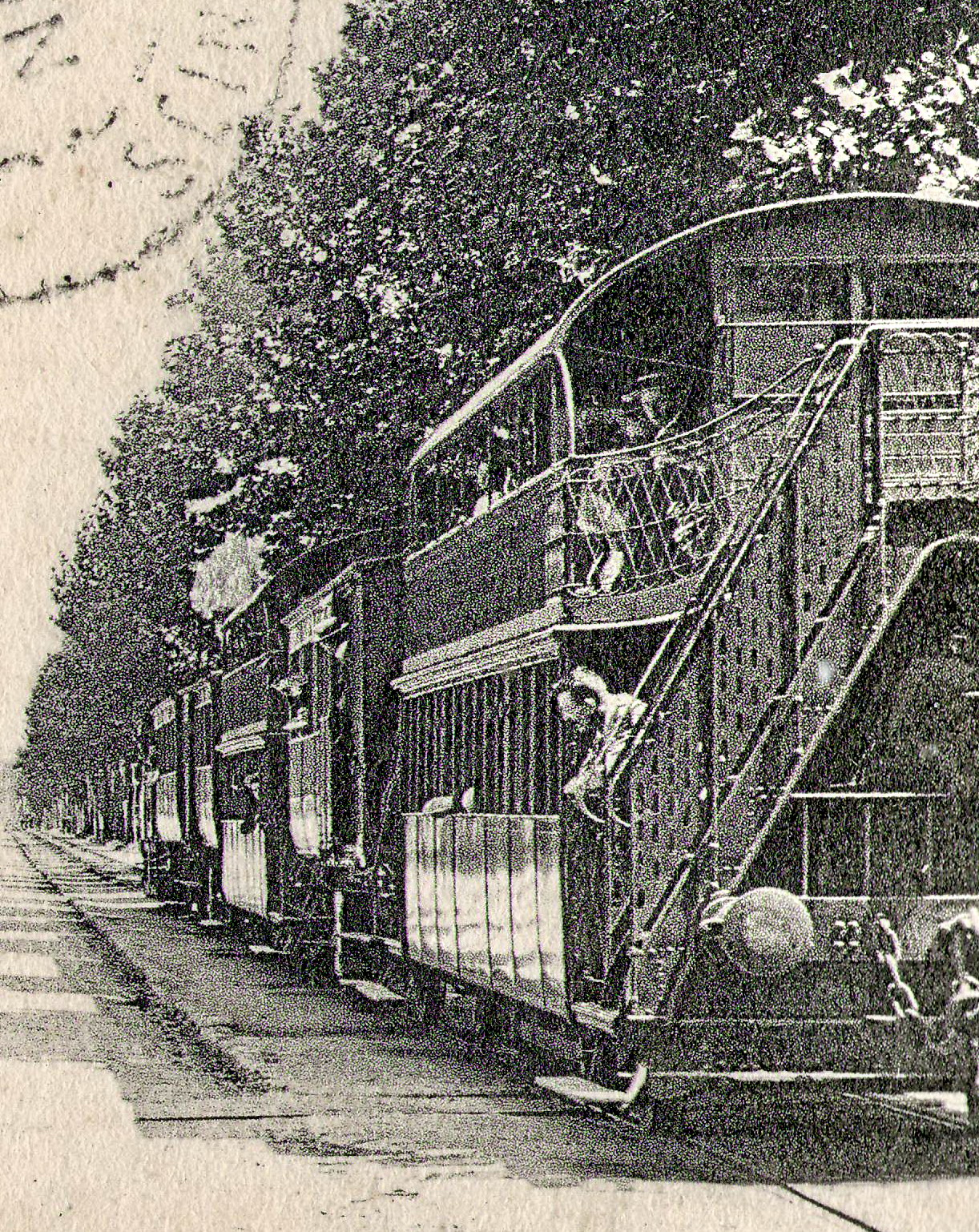
Une rame au tout début du XXe siècle. On imagine le confort des voyageurs de la voiture à impériale, datant des origines de la Ligne des Coquetiers, et sans vitre à l'impériale pour les protéger...

Les quatre locomotives à vapeur, type 030T, portaient le nom d'un affluent ou sous-affluent du Rhin afin d'évoquer la perte récente de l'Alsace-Lorraine : 
- la 0.204, Lièpvrette ;
- la 0.208, Thur ;
- la 0.203, l'Ill[1] ;
- et la 0.209, la Zorn.

Elles circulèrent sur la ligne pendant ses 40 ans d'existence, avant de poursuivre leur carrière sur la petite ligne de Vrigne-Meuse à Vrigne-aux-Bois (Ardennes).   
Les voitures à impériale couverte provenaient, elles, de la ligne des Coquetiers.

## Trafic
En 1912, le nombre de voyageurs transportés est de 353 000 pour atteindre 516 000 en 1928.

## Fin de la ligne
Le 28 août 1930, à la suite d'une réfection du pavage de la route nationale 3 et une exploitation largement déficitaire, la municipalité décide, en lien avec la compagnie des chemins de fer de l'Est, le transfert sur route avec la substitution d’autobus au train. La mauvaise image des trains qui encombraient la route et occasionnaient trop fréquemment des accidents, d'où le surnom d'« écraseur » donné par les usagers et les riverains, est également une des raisons de cette fermeture.